# ویلچتسه (استان اشوی‌داشکسیه)
ویلچتسه (به لاتین: Wilczyce) یک روستا در لهستان است که در گمینا ویلچتسه واقع شده‌است. ویلچتسه ۸۳۰ نفر جمعیت دارد.